# Alina Treiger
Alina Treiger (Poltava, 1979) é uma rabino alemã.

## Biografia
Nascida em Poltava, uma cidade de 300 mil habitantes que hoje pertence à Ucrânia, Alina Treiger estudou no colégio Abraham Geiger de Postdã, próximo a Berlim. Criado em 1999, foi o primeiro seminário rabínico da Europa Continental desde o Holocausto.

## Ordenação à rabino
Em 4 de novembro de 2010, Alina Treiger, aos 31 anos foi ordenada rabino. Tornou-se sacerdote do culto judaico durante cerimônia emocionante em uma sinagoga do oeste de Berlim, que contou com a presença do presidente, Christian Wulff. Na sinagoga Pestalozzi Strasse, em Berlim-Charlottenburg, foram ordenados mais dois colegas, porém Treiger foi o centro das atenções.
Alina assume então, a direção da comunidade da cidade de Oldenburg, próxima à Holanda.
Ela é a segunda mulher ordenada na Alemanha. A primeira mulher rabino do mundo foi Regina Jonas, ordenada sacerdote em 1935 e 1937 recebeu um trabalho como rabino. Foi assassinada em Auschwitz, em 1944, aos 42 anos.